# Fujoshi no hinkaku
Fujoshi no hinkaku (腐女子の品格?) è un manga scritto da Kusame, pseudonimo di Reno Amagi. L'opera si propone di svelare la vita quotidiana di una giovane fujoshi, ovvero di una otaku di opere manga e anime a sfondo omosessuale. L'ambientazione è la Tokyo delle appassionate del genere, tra eventi quali il Comiket, i negozi di dōjinshi e la caratteristica via detta Otome Road e i suoi butlers café.
Il 26 febbraio 2010 ne è stato prodotto una adattamento animato di 31 minuti, composto da diversi episodi autoconclusivi, diretto da 	Yūji Umoto.

## Trama
Fujoko è una timida office lady con la passione per lo yaoi. Sentendosi perciò inadeguata sul lavoro, prende come modello la donna in carriera e di successo che lavora con lei, Takayo. Un giorno incontra per caso in libreria il suo idolo e scopre così che anche la tanto ammirata Takayo è una fujoshi. Le due, conosciuta l'una la passione dell'altra, legano molto e decidono d'aiutarsi vicendevolmente a vivere con leggerezza quanto le rende otaku.

## Personaggi

Takayo e Fujoko

Fujoko
Doppiata da Kei Shindō
Takayo
Doppiata da Yuki Matsuoka